# Deltocephalus penonus
Deltocephalus penonus är en insektsart som beskrevs av Delong 1980. Deltocephalus penonus ingår i släktet Deltocephalus och familjen dvärgstritar. Inga underarter finns listade i Catalogue of Life.